# Клопач
Клопачът (Spatula clypeata), наричан още лопатар или лопатарка, е птица със средни размери от семейство Патицови. 

## Описание
Клопачът има тегло между 410 и 1100 g, дължина на тялото 43 – 50 cm и размах на крилете 80 cm. Характерна особеност е голямата и широка човка, на която дължи името си. Лети сравнително бавно и шумно. Мъжката издава приглушено квакане, звучащо като: „кво, кво“, а женската тихо крякане. Силно изразен полов диморфизъм. Не особено плашлив вид, но предпочита да се държи скрито и е мълчалив. Гмурка се рядко и лошо.

## Разпространение
Разпространен е повсеместно в Европа, Азия, Северна Америка и Микронезия. Среща се и в Северна Африка през зимния период. В България е сравнително често срещан вид. Предпочита открити местности и делтите на големи реки.

## Начин на живот и хранене
Храни се предимно със зоопланктон: дребни ракообразни, мекотели и др. (разбира се със зоопланктона попадат и определени количества фитопланктон), които улавя на повърхността на водата, прецеждайки я през добре развития си филтриращ апарат на човката.

## Размножаване
Гнезди в близост до водата, под прикритието на храсти или висока трева. Снася между 7 и 13 светло жълтеникави яйца, с размери 55 х 37 mm и маса 40 g. Мъти само женската в продължение на 23 – 27 дни. Малките се излюпват достатъчно развити за да могат да се придвижват и хранят самостоятелно.

## Допълнителни сведения
Ловен обект на територията на България.